# Амброзини, Клаудио
Клаудио Амброзини (итал. Claudio Ambrosini; род. 4 апреля 1948, Венеция, Италия) — итальянский композитор и дирижёр.

## Биография
Родился в Венеции 4 апреля 1948 года. Изучал иностранные языки и литературу в Миланском университете, который окончил в 1972 году. С 1972 по 1975 год учился на курсе электронной музыки в Венецианской консерватории у Альвизе Видолина. Во время обучения в консерватории работал видео-художником в галерее Каваллино; созданные им в этот период экспериментальные видеоролики пробудили к его творчеству интерес у критики и публики. С 1975 по 1978 год изучал историю музыки и ранние музыкальные инструменты в Венецианском университете, который окончил со степенью магистра. В ранний период своего творчества находился под влиянием современников — композиторов Бруно Мадерна и Луиджи Ноно.
В 1985 году получил Римскую премию. В следующем году представлял Италию на Международном конкурсе композиторов в ЮНЕСКО. Сотрудничал с вещательными компаниями RAI и WDR, сочинял музыку по заказу правительства Франции, театра Ла-Фениче в Венеции, академии Филармоника в Риме и ряда других учреждений. В 2007 году на 51-м Международном фестивале современной музыки на Венецианской биеннале получил «Золотого льва».
С 1976 года по настоящее время работает в Центре вычислительной сонологии в Падуе. Является профессором кафедры информационной инженерии Падуанского университета. В 1979 году основал «Ансамбль Экс-Ново» в Венеции, в репертуар которого входят произведения современной классической музыки. В 1983 году основал и возглавил Международный центр инструментальных исследований. В 2011 году с композицией «Убийца слов» победил на 30-м конкурсе «Премии музыкальных критиков имени Франко Аббьяти» в номинации «Премьера в Италии».
Знаковые сочинения композитора: «Орфей ещё один» (итал. Orfeo l'ennesimo, 1984), «Душа мира» (итал. Anima mundi, 1995), «Вселенская справедливость» (итал. Il giudizio universale, 1996); балет «Пандора осуждённая» (итал. Pandora librante, 1997), «Потерянный дневник Казановы» (фр. Le cahier perdu de Casanova, 1998), «Большой взрыв. Краткая история Вселенной» (итал. Big bang circus. Piccola storia dell'universo, 2002), Венецианский концерт для фортепиано (1986), Большой двойной концерт (1987), «Лабиринт гармонии» (итал. Labirinto armonico, 1995), «Нереальная пауза» (итал. Pausa irreale, 2004), «Вадемекум» (итал. Vademecum, 2004), опера «Песнь кожи» (итал. Il canto della pelle, 2006), «Токар» (итал. Tocar, 2007), Концерт для фортепиано с оркестром (2007), «Плуримо» (итал. Plurimo, 2007).

## Аудиозаписи
- Claudio Ambrosini. «Prelude à l'après-midi d'un fauve» — Клаудио Амброзини. «Прелюдия дикого зверя» для флейты, скрипки и фортепиано.